# Тёрнер, Джефф
Джеффри Стивен Тёрнер (англ. Jeffrey Steven Turner; род. 9 апреля 1962) ― бывший профессиональный баскетбольный игрок и комментатор. Играл в десяти сезонах НБА (1984—1987; 1989—1996) в составе клубов Нью-Джерси Нетс и Орландо Мэджик. Закончил свою карьеру в НБА с 3697 очками. Играл на позициях тяжёлого форварда и центрового. После окончания баскетбольной карьеры девять лет проработал ассистирующим комментатором на радио при Орландо Мэджик. После этого работал тренером подготовительной школы Лэйк Хайленд в городе Орландо, штат Флорида с 2005 года по 2013. Там его подопечные установили рекордный счёт в 151-72 рекорд и выиграл титул чемпионов штата в 2013 году. С 2011 по 2013 год он также был студийным аналитиком при Орландо Мэджик, а в 2013 году снова стал их комментатором, на сей раз телевизионным.
Тёрнер играл в баскетбольной команде университета Вандербильта. Был отобран клубом Нью-Джерси Нетс 17-м пиком на драфте 1984.
Тёрнер также был игроком сборной США на летних Олимпийских играх 1984 года в Лос-Анджелесе, тренером которой был Бобби Найт. В состав команды также вошли Майкл Джордан, Патрик Юинг и Стив Алфорд. Спортсмены были удостоены золотых медалей. Тёрнер также выступал за сборную США на чемпионате мира 1982 года и завоевал серебряную медаль.

## Статистика

### Статистика в НБА
| Сезон                                                                                    | Команда    | Регулярный сезон | Регулярный сезон | Регулярный сезон | Регулярный сезон | Регулярный сезон | Регулярный сезон | Регулярный сезон | Регулярный сезон | Регулярный сезон | Регулярный сезон | Регулярный сезон | Серия плей-офф | Серия плей-офф | Серия плей-офф | Серия плей-офф | Серия плей-офф | Серия плей-офф | Серия плей-офф | Серия плей-офф | Серия плей-офф | Серия плей-офф | Серия плей-офф |
| Сезон                                                                                    | Команда    | GP               | GS               | MPG              | FG%              | 3P%              | FT%              | RPG              | APG              | SPG              | BPG              | PPG              | GP             | GS             | MPG            | FG%            | 3P%            | FT%            | RPG            | APG            | SPG            | BPG            | PPG            |
| ---------------------------------------------------------------------------------------- | ---------- | ---------------- | ---------------- | ---------------- | ---------------- | ---------------- | ---------------- | ---------------- | ---------------- | ---------------- | ---------------- | ---------------- | -------------- | -------------- | -------------- | -------------- | -------------- | -------------- | -------------- | -------------- | -------------- | -------------- | -------------- |
| 1984/85                                                                                  | Нью-Джерси | 72               | 36               | 19,8             | 45,4             | 0,0              | 85,9             | 3,0              | 1,5              | 0,4              | 0,1              | 5,8              | 3              | 0              | 7,0            | 40,0           | -              | -              | 1,3            | 0,7            | 0,0            | 0,0            | 1,3            |
| 1985/86                                                                                  | Нью-Джерси | 53               | 1                | 12,3             | 49,1             | 0,0              | 74,4             | 2,6              | 0,3              | 0,4              | 0,1              | 4,3              | 3              | 0              | 6,0            | 33,3           | -              | 100,0          | 1,0            | 1,0            | 0,0            | 0,0            | 1,0            |
| 1986/87                                                                                  | Нью-Джерси | 76               | 22               | 13,2             | 46,5             | 0,0              | 73,1             | 2,6              | 0,8              | 0,4              | 0,2              | 5,0              | Не участвовал  | Не участвовал  | Не участвовал  | Не участвовал  | Не участвовал  | Не участвовал  | Не участвовал  | Не участвовал  | Не участвовал  | Не участвовал  | Не участвовал  |
| 1989/90                                                                                  | Орландо    | 60               | 15               | 18,4             | 42,9             | 20,0             | 77,8             | 3,8              | 0,9              | 0,4              | 0,2              | 5,1              | Не участвовал  | Не участвовал  | Не участвовал  | Не участвовал  | Не участвовал  | Не участвовал  | Не участвовал  | Не участвовал  | Не участвовал  | Не участвовал  | Не участвовал  |
| 1990/91                                                                                  | Орландо    | 71               | 43               | 23,7             | 48,7             | 40,0             | 75,9             | 5,1              | 1,4              | 0,4              | 0,1              | 8,6              | Не участвовал  | Не участвовал  | Не участвовал  | Не участвовал  | Не участвовал  | Не участвовал  | Не участвовал  | Не участвовал  | Не участвовал  | Не участвовал  | Не участвовал  |
| 1991/92                                                                                  | Орландо    | 75               | 42               | 21,2             | 45,1             | 12,5             | 69,3             | 3,3              | 1,2              | 0,3              | 0,2              | 7,1              | Не участвовал  | Не участвовал  | Не участвовал  | Не участвовал  | Не участвовал  | Не участвовал  | Не участвовал  | Не участвовал  | Не участвовал  | Не участвовал  | Не участвовал  |
| 1992/93                                                                                  | Орландо    | 75               | 20               | 19,7             | 52,9             | 58,8             | 80,0             | 3,4              | 1,4              | 0,3              | 0,1              | 7,0              | Не участвовал  | Не участвовал  | Не участвовал  | Не участвовал  | Не участвовал  | Не участвовал  | Не участвовал  | Не участвовал  | Не участвовал  | Не участвовал  | Не участвовал  |
| 1993/94                                                                                  | Орландо    | 68               | 51               | 22,6             | 46,7             | 32,7             | 77,8             | 4,0              | 0,9              | 0,3              | 0,2              | 6,6              | Не участвовал  | Не участвовал  | Не участвовал  | Не участвовал  | Не участвовал  | Не участвовал  | Не участвовал  | Не участвовал  | Не участвовал  | Не участвовал  | Не участвовал  |
| 1994/95                                                                                  | Орландо    | 49               | 5                | 11,8             | 41,0             | 36,0             | 89,7             | 2,0              | 0,8              | 0,2              | 0,1              | 4,1              | 18             | 0              | 9,9            | 42,5           | 50,0           | 100,0          | 1,4            | 0,6            | 0,2            | 0,2            | 2,7            |
| 1995/96                                                                                  | Орландо    | 13               | 0                | 14,8             | 35,3             | 33,3             | 100,0            | 2,2              | 0,5              | 0,2              | 0,1              | 3,6              | Не участвовал  | Не участвовал  | Не участвовал  | Не участвовал  | Не участвовал  | Не участвовал  | Не участвовал  | Не участвовал  | Не участвовал  | Не участвовал  | Не участвовал  |
|                                                                                          | Всего      | 612              | 235              | 18,4             | 46,7             | 34,4             | 76,9             | 3,3              | 1,0              | 0,4              | 0,1              | 6,0              | 24             | 0              | 9,1            | 41,7           | 50,0           | 100,0          | 1,3            | 0,7            | 0,2            | 0,1            | 2,3            |
| Наведите курсор мыши на аббревиатуры в заголовке таблицы, чтобы прочесть их расшифровку. |            |                  |                  |                  |                  |                  |                  |                  |                  |                  |                  |                  |                |                |                |                |                |                |                |                |                |                |                |